# Prätorius von Richthofen

Prätorius von Richthofen

Prätorius Peter Walter Albrecht Freiherr von Richthofen-Boguslawitz, auch Praetorius (* 11. Mai 1879 auf Gut Dürrjentsch; † 15. Dezember 1949 auf dem Moralthof bei Lenggries) war ein deutscher Gutsbesitzer und Politiker (DNVP).

## Leben und Beruf
Seine Eltern waren der Rittergutsbesitzer Friedrich von Richthofen (1842–1905) und Henriette von Posadowsky-Wehner (1852–1939). Prätorius von Richthofen heiratete 1908 Charlotte Emilie von Boineburg-Lengsfeld (1885–1968).
Richthofen besuchte von 1886 bis 1892 das Magdalenäumgymnasium in Breslau und durchlief danach ein Kadettenkorps, das er 1896 mit der Obersekundareife verließ. Anschließend war er als Landwirt und Rittergutsbesitzer in Boguslawitz bei Kattern im Landkreis Breslau tätig. Von 1914 bis 1918 nahm er als Soldat des Husaren-Regimentes Nr. 4 am Ersten Weltkrieg teil, zuletzt als Leutnant. Von 1920 bis 1932 war er Mitglied des Vorläufigen Reichswirtschaftsrates. Außerdem fungierte er als Vorsitzender des Schlesischen Landbundes.

## Abgeordneter
Richthofen wurde bei der Reichstagswahl im Mai 1924 in den Deutschen Reichstag gewählt, dem er bis zu seiner Mandatsniederlegung am 2. Februar 1926 sowie erneut von Mai 1928 bis September 1930 angehörte. Im Parlament vertrat er den Wahlkreis Breslau.
Der ebenfalls bei der Reichstagswahl im Mai 1924 gewählte Abgeordnete Hartmann von Richthofen (1878–1953) war ein entfernter Verwandter, der den Wahlkreis Südhannover-Braunschweig vertrat.